# Galáxia do Girino
A Galáxia do Girino é uma galáxia espiral barrada interrompida localizada a 420 milhões de anos-luz da Terra, na constelação de Draco. Sua característica mais marcante é uma trilha de estrelas com cerca de 280.000 anos-luz de comprimento. Seu tamanho foi atribuído a uma fusão com uma galáxia menor que se acredita ter ocorrido há cerca de 100 milhões de anos.

## Estudos teóricos
A hipótese é que uma galáxia intrusa mais compacta cruzou na frente da Galáxia do Girino – da esquerda para a direita da perspectiva da Terra – e foi movida para trás da galáxia principal por conta da atração gravitacional mútua. Durante esse encontro próximo, as forças das marés puxaram as estrelas, gases e poeira da galáxia espiral, formando sua cauda notável. Seguindo seu homônimo animal, a Galáxia do Girino provavelmente perderá sua cauda à medida que envelhece; os aglomerados de estrelas da cauda formarão novas galáxias satélites.